# Sloan Research Fellowship
Die Sloan Research Fellowship wird von der Alfred P. Sloan Foundation jährlich an 126 junge, graduierte Wissenschaftler vergeben, die das Potenzial haben, führende Wissenschaftler in ihrem Gebiet zu werden. Kandidaten müssen eine Tenure-Track-Position an einer Hochschule oder Universität in den USA oder Kanada haben. Diese Position muss eine Lehrverpflichtung einschließen. Die Sloan Research Fellowships wurden erstmals 1955 auf den Gebieten Physik, Chemie und Mathematik vergeben. Die Stipendien haben eine Laufzeit von zwei Jahren und beginnen jeweils am 15. September eines Jahres.
Die Fellowships werden an Wissenschaftler verliehen, die auf folgenden Gebieten (Stand 2020) wichtige Beiträge geleistet haben: Chemie, Computergestützte und Evolutionäre Molekularbiologie (Computational and Evolutionary Molecular Biology), Informatik (Computer Science), Ökonomie, Mathematik, Neurowissenschaften (Neuroscience), Meeresforschung (Ocean Sciences) und Physik. Die Fördersumme für das zweijährige Stipendium betrug 2020 75.000 US-Dollar.
Die Sloan Research Fellowship sollte nicht mit dem Sloan Fellows-Programm verwechselt werden.

## Auszeichnungen ehemaliger Fellows
Ehemalige Stipendiaten der Sloan Research Fellowship haben zahlreiche hochrangige Auszeichnungen erhalten, darunter (Stand Januar 2021):
- 51 Nobelpreise[2] (22 Physik, 17 Chemie, 9 Wirtschaft, 3 Medizin)
- 10 Abelpreise (Mathematik)[3]
- 17 Fields Medaillen (Mathematik)[4]
- 20 John Bates Clark Medaillen (Wirtschaft)[5]
- 69 National Medals of Science[6]